# Средња школа Иствуд (Киченер, Онтарио)
Иствуд Колиџет Институт (енгл. Eastwood Collegiate Institute) је средња школа која се налази у улици 760 Weber Street East у Киченеру. Основана је 1956. године. Иствуд је познат по свом школском тиму у америчком фудбалу који је добро рангиран у провинцији, као и по свом интегрисаном уметничком програму у склопу средњошколског програма. Школски тимови су познати као „Лавови”. 

## Историја
Школа је изграђена 1956. године на тадашњој недавно проширеној Источној авенији (данас Веберова улица). Архитекта зграде била је компанија Barnett & Rieder. Већина школе се састоји од дугог блока учионица који се налазе паралелно са Веберовом улицом. На јужној страни учионичког блока се налази велико улазно степениште, са северне стране школске канцеларије и фискултурна сала чији су зидови од ребрасте цигле на југу. Архитектура школе је добила међународну пажњу када је отворена.

## Школски грб
Грб школе дизајнирао је бивши студент Иствуда Даг Рикерт 1957. године. Садржи име школе и компоненте живота у њој. Према школском издању књиге ЧИПС (CHIPS) 1956—1957. „излазеће Сунце не означава само исток, већ и светлост коју наше руководство даје другим школама и заједници око нас. Јаворово лишће представља дрво и наш понос што наша школа заузимамо место у образовном систему Канаде. Отворена књига означава велику залиху знања које је доступно свима као и жељу да га добијемо, што је дефинитивно присутно у нашој школи. Мото је такође уврштен у грб који је пригодан амблем наше школе”.

## Бивши ученици
- Габријел Ландеског — активни НХЛ хокејаш и капитен Колорадо аваланча[1]
- Мајк Ричардс — бивши НХЛ хокејаш (Филаделфија флајерси, Лос Анђелес кингси, Вашингтон капиталси)
- Џеф Скинер — активни НХЛ хокејаш (Каролина харикенс, Бафало сејберс)[2]
- Мајк Стивенс — пензионисани НХЛ хокејаш (Ванкувер канакси, Бостон бруинси, Њујорк ајландерси, Торонто мејпл лифси)
- Скот Стивенс — пензионисани НХЛ хокејаш (Вашингтон кaпиталси, Сент Луис блуз, Њу Џерси девилси), примљен у Хокејашку Кућу славних 2007, троструки освајач Стенли купа и проглашен за једног од сто најбољих НХЛ играча свих времена[3]